# Petrosia shellyi
Petrosia shellyi är en svampdjursart som beskrevs av Gustavo Pulitzer-Finali 1993. Petrosia shellyi ingår i släktet Petrosia och familjen Petrosiidae.
Artens utbredningsområde är Kenya. Inga underarter finns listade i Catalogue of Life.